# Euselasia eubotes
Euselasia eubotes is een vlindersoort uit de familie van de prachtvlinders (Riodinidae), onderfamilie Euselasiinae.
Euselasia eubotes werd in 1856 beschreven door Hewitson.